# Cultura suahili

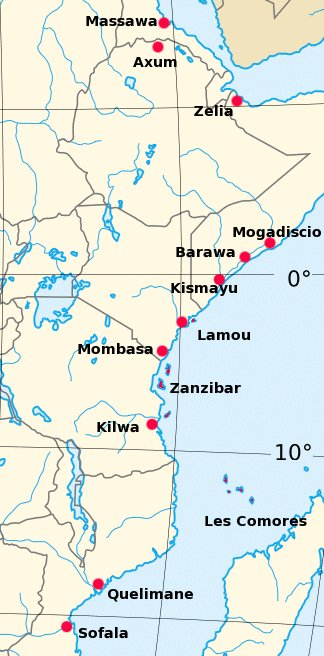
Principals ciutats comercials de la costa oriental d'Àfrica al començament del segle XVI

La cultura suahili és el conjunt de manifestacions culturals desenvolupades pel poble suahili o waswahili que habita a la costa est d'Àfrica, des de Somàlia fins a Moçambic, i les illes de les Comores i Madagascar; hi ha moltes restes de poblacions suahili, sovint en ruïnes. Aquests assentaments testimonien la llarga història de la cultura suahili.

## Història

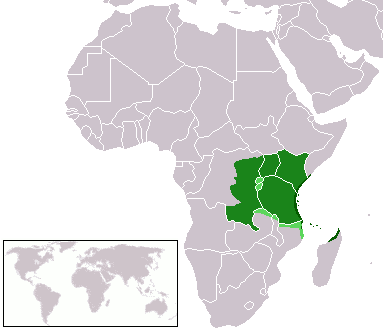
Àrea de la cultura suahili

Des d'uns dos mil anys ençà, la costa est d'Àfrica s'entenia com una zona de gran riquesa i interés comercial. És per això que molts parlants de llengües bantus s'assentaren al llarg d'aquesta costa durant la darrera expansió bantu. Aquest fenomen migratori feu consolidar a la costa est una única llengua i cultura: el suahili, civilització que s'expandí per Kenya i Tanzània, i arribà a Moçambic.
Algunes de les principals ciutats estat relacionades amb la cultura suahili eren Gede, Pate, Malindi, Zanzíbar i Kilwa. La majoria d'aquestes ciutats estat eren musulmanes i molt cosmopolites. Cadascuna d'elles tenia un estatus políticament independent de la resta, i per això solien competir pels seus interessos comercials. Les principals exportacions d'aquestes cultures eren el banús, l'or, l'ivori i la fusta de sàndal.
Els comerciants àrabs i perses hi exerciren una notable influència i les seues xarxes de navegació i comerç connectaren les ciutats suahili amb el món islàmic, des de Mogadiscio i Oman fins a Indonèsia. La fundació de Kilwa, per exemple, estigué directament relacionada amb Siraz. El 1414 una ambaixada de la ciutat de Malindi portà a la cort xinesa com a regal una girafa. Entre 1417 i 1419 i entre 1431 1433, l'almirall xinés musulmà Zheng He dirigí dues expedicions geogràfiques, diplomàtiques i comercials al llarg de la costa africana i visità Malindi. Kilwa fou descrita com una de les ciutats més elegants del món. La decadència d'aquestes ciutats comença al s. XVI, coincidint amb l'expansió portuguesa i l'auge del comerç europeu d'esclaus cap a Amèrica. Durant centenars d'anys com a centres de comerç quedaren obsolets; però, tot i això, la cultura suahili s'hi manté amb notable vitalitat hui dia.

## Gastronomia suahili
L'estudi de la cultura suahili permet abastar aspectes molt diversos que tenen també variats orígens. Per exemple, la gastronomia suahili té importants influències de la gastronomia índia, àrab i europea. A més, n'hi ha variacions en alguns plats associades a raons religioses com l'absència de porc o la prohibició de consumir alcohol, doncs els suahili són musulmans. Són freqüents en la dieta dels suahili el peix, la fruita tropical i les espècies.
Alguns plats populars de la cuina suahili són el pilau i el wali (arròs bullit en llet de coco) acompanyat amb un consistent guisat de carn o peix. Les tribus suahili consumeixen una varietat molt àmplia de grans, vegetals i fruita, inclosos fesols, pésols, tomata, creïlles, ocra, kale (Brassica oleracea var. sabellica L.), espinacs, mango, cocos i bananes. En ocasions especials mengen carn de cabra i pollastre.

## Artesania
Un altre aspecte important de la cultura suahili és l'artesania. En la creació d'aquesta artesania es troben unides funcionalitat i cultura pròpia.
En la cultura suahili es poden observar algunes influències d'altres pobles, en l'art, el treball de fusta i en l'arquitectura. Per exemple, s'hi observa un escàs ús de figures d'éssers vius com a conseqüència de l'herència islàmica, i s'hi recorre a motius geomètrics decoratius.
També hi té gran importància la roba, com a part de la seua manifestació cultural. Per exemple, el kanga, peça de roba rectangular molt acolorida elaborada amb cotó, que es fabrica amb molta cura.

## Música i poesia
Les expressions musicals i poètiques formen una part important de la cultura suahili. Els poetes, denominats "malenga", són tinguts en gran estima.
La seua música més popular és el tarabu o taarab, que consisteix en una cançó amb lletra d'una gran riquesa poètica, un poema rítmic, amb música de melodies àrabs i índies. El tarabu solia tocar-se en les noces o reunions i amb el temps ha anat fent-se més complex, sumant-se a la forma més tradicional, amb instruments ètnics i altres d'origen europeu (trompeta, tambors, baix, teclats...) sense alterar l'essència de la música.
El chakacha és un altre gènere de música autòcton suahili, amb un ritme més ràpid que el taarab.

## Horari i mesurament del temps
En la cultura suahili el dia comença a l'albada (a diferència del món àrab en què comença amb el capvespre, i amb el món occidental, en què el dia comença a mitjanit). L'alba a l'est d'Àfrica, que es troba exactament a l'equador, té lloc tots els dies a les 6.00. Per això les 6.00 a.m. és "0.00 del matí" en horari suahili.
Per això l'agulla horària d'un rellotge que utilitza la tradició suahili sempre marcarà un nombre diferent a l'horari segons la convenció occidental. Per exemple, 7.00 del matí és "1.00 del matí" (saa mulla asubuhi) en horari suahili; mitjanit és "6.00 nit" (saa situada usiku) en horari suahili. 5.00 de la matinada és "11.00 del matí" (saa kumi na mulla alfajiri) en horari suahili.